# Eumorphus quadriguttatus convexicollis
Eumorphus quadriguttatus convexicollis es una subespecie de coleóptero de la familia Endomychidae.

## Distribución geográfica
Habita en Filipinas.